# Blauw-gele tangare
De blauw-gele tangare (Rauenia bonariensis synoniem: Thraupis bonariensis) is een vogelsoort uit de familie Thraupidae (Tangaren). 

## Verspreiding en leefgebied
De soort telt vier ondersoorten:
- R. b. darwinii: van Ecuador tot noordelijk Chili en westelijk Bolivia.
- R. b. composita: centraal Bolivia.
- R. b. schulzei: zuidoostelijk Bolivia, Paraguay en noordwestelijk Argentinië.
- R. b. bonariensis: zuidoostelijk Brazilië, Uruguay en oostelijk Argentinië.

Hij leeft in tropische droge bossen en scrubland.